# Konkurenca
Konkurenca pomeni tekmovanje med posamezniki, skupinami, narodi, živalimi, itd. za ozemlje, hrano, partnerja, svetlobo ter ostale dejavnike. Pojavi se takrat, ko imajo stranke podobne zahteve glede določenih dejavnikov.
V naravi nastane konkurenca, če imajo živi organizmi podobno ekološko nišo. Med seboj začnejo tekmovati, če npr. primanjkuje vode ali za dostopnost drugih ekoloških dejavnikov (hrane, svetlobe). Skupino različnih vrst živali, ki živijo na istem območju in med seboj tekmujejo za dobrine okolja, imenujemo konkurenčna skupina. Ker se ekološke niše posameznih vrst prekrivajo, prihaja do povečanja medsebojne konkurenčnosti, kar vodi k prevladi (dominaciji) majhnega števila vrst ali ene vrste, t. i. dominantne vrste. Subdominantne vrste pa so manj številčne populacije v konkurenčni skupini. V okviru konkurenčne skupine imajo osebki različnih vrst velik vpliv drug na drugega ter na območje, v katerem živijo. S tem, ko izločitev ene ali več vrst skupine lahko nadomestijo druge vrste s podobno ekološko nišo, konkurenčne skupine ohranjajo biocenozno ravnovesje. Konkurenca je torej gonilna sila razvoja in igra ključno vlogo pri naravni selekciji.

## Vrste konkurence
Ločimo konkurenco znotraj vrste, ki nastane med osebki iste vrste, in konkurenco med vrstami, ko tekmujejo osebki različnih vrst. Kot posledico konkurence znotraj vrste lahko označimo širitev ekološke niše, zmanjšanje številčnosti, izločitev ene izmed konkurenčnih vrst ali evolucijsko ločevanje njihovih ekoloških niš.

## Vir
Hluszyk, Halina (1998). Slovar ekologije.